# Holzbrikett

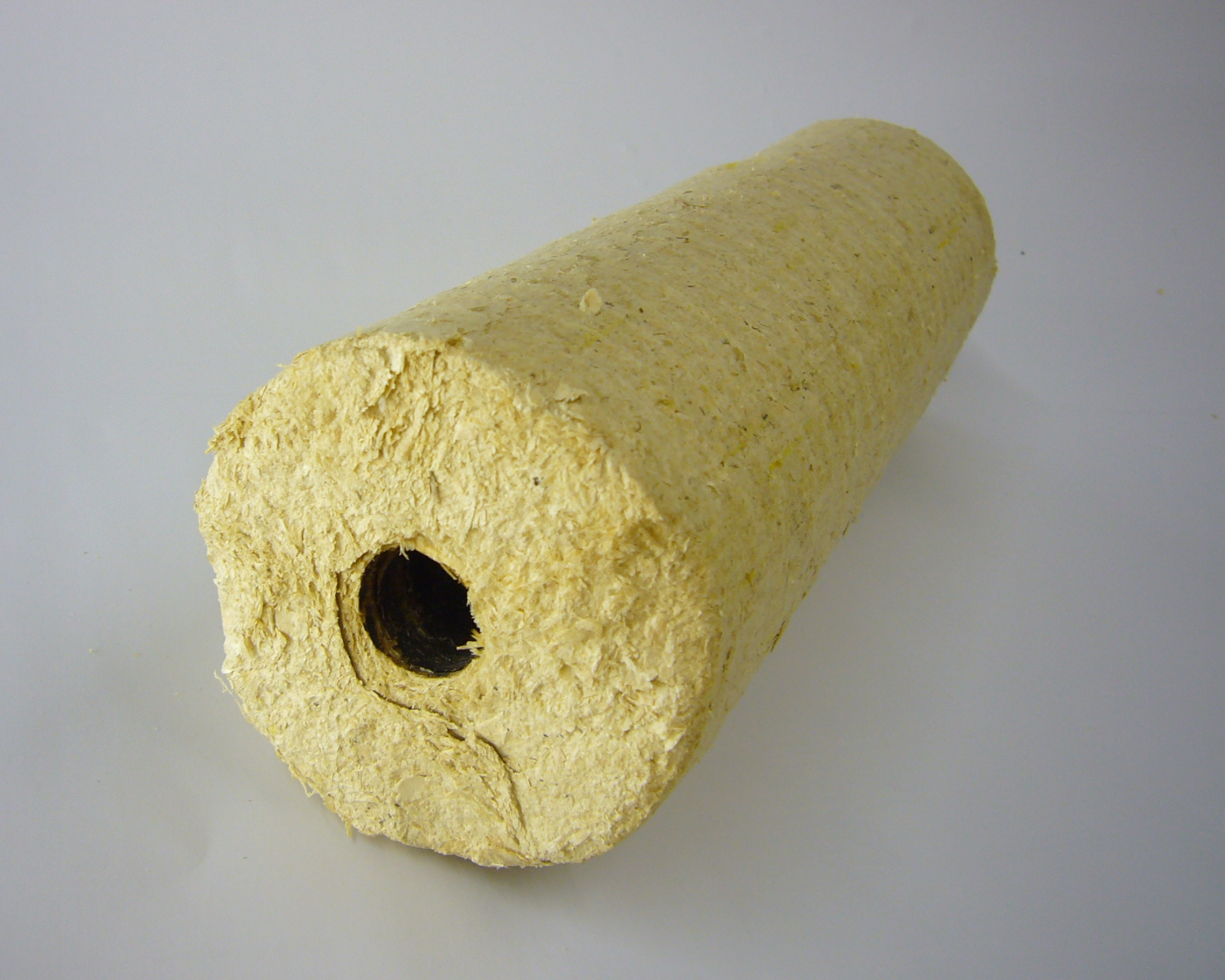
Holzbrikett nach ÖNorm M 7135 und DIN 51731 in runder Form

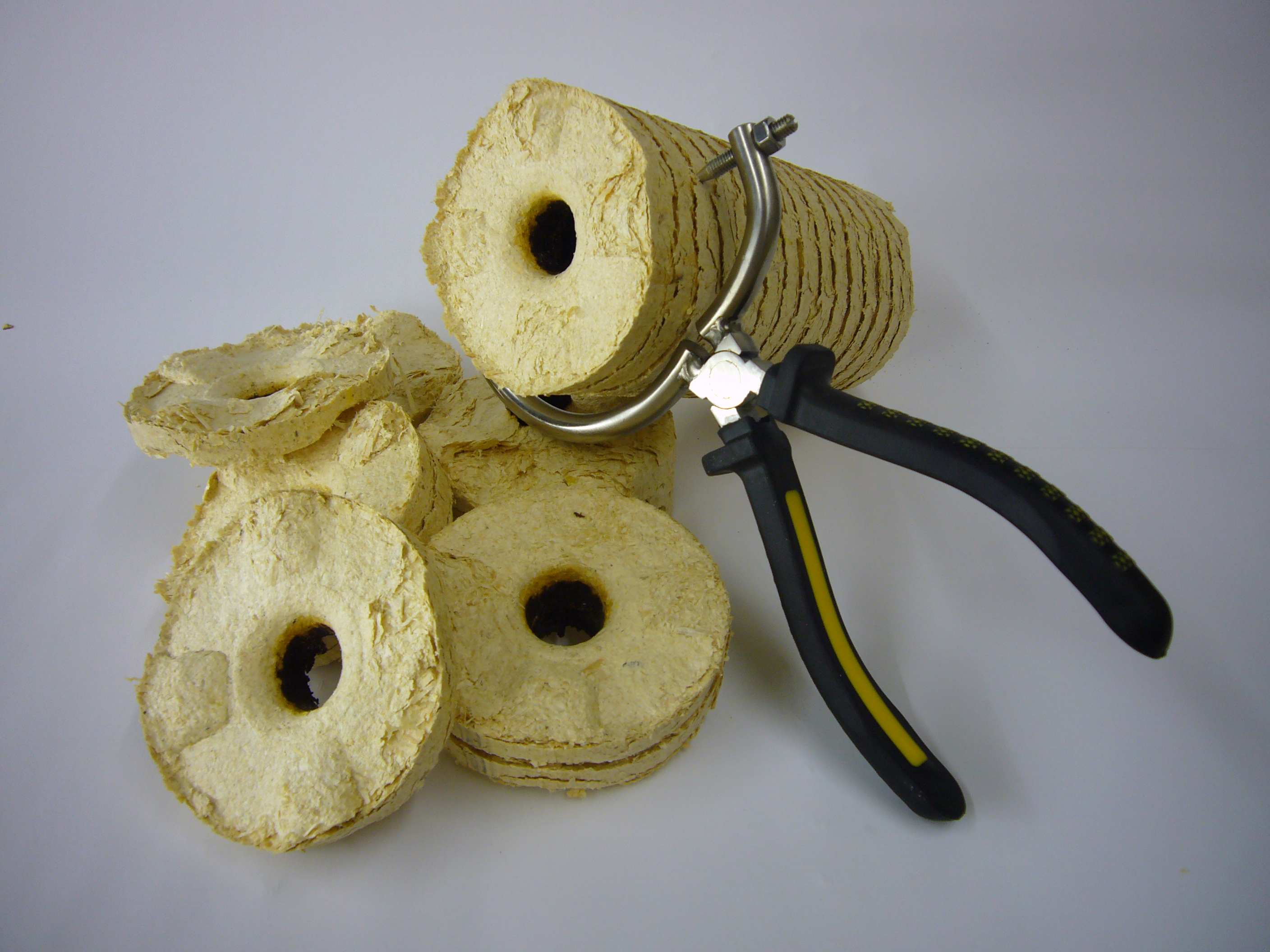
Spalten eines Holzbriketts mit einer Spaltzange

Holzbriketts sind eine Form von Holzbrennstoffen, die durch maschinelles Pressen von trockenen unbehandelten Holzpartikeln, beispielsweise Hobelspänen oder Sägemehl hergestellt werden. Die entstehenden Briketts haben einen Durchmesser von mindestens 25 Millimetern, kleinere Presslinge werden als Holzpellets bezeichnet. Die Briketts haben eine gleichmäßig hohe Dichte und einen einheitlichen Querschnitt, oft auch eine einheitliche Länge.

## Umweltschutz
Holzbriketts haben einen geringeren Schwefelanteil als Braunkohle und erzeugen weniger Asche (100 kg Holzbrikett ergeben unter 1 kg Asche).
Bei der Herstellung von Holzbriketts sowie beim Transport des Rohstoffs und der Briketts wird CO2 emittiert. Ansonsten ist ihre CO2-Bilanz neutral: Holzbriketts emittieren bei ihrer Verbrennung nur soviel CO2 an die Atmosphäre wie ein nachwachsender Baum durch Photosynthese aufnimmt (siehe Kohlenstoffzyklus).

## Qualitätsnormen
Für Holzbriketts gilt ab September 2014 weltweit die ISO 17225 „Biogene Festbrennstoffe – Brennstoffspezifikationen und -klassen“. Zur Anwendung kommen Teil 3: Klassifizierung von Holzbriketts und Teil 1: Allgemeine Anforderungen. Bis dahin galt die EN 14961 „Feste Biobrennstoffe – Brennstoffspezifikationen und -klassen“. Zur Anwendung kamen Teil 1 „Allgemeine Anforderungen“ und Teil 3 „Holzbriketts für nichtindustrielle Verwendung“. Bis September 2011 waren in Deutschland Anforderungen und Prüfungen für unbehandelte Holzbriketts und -pellets in DIN 51731 genormt.
Holzbriketts können nach der DIN EN ISO 17225-3 zertifiziert werden. Das Qualitätszeichen DINplus, vergeben von der DIN CERTCO mbH, zeigt den Verbrauchern, dass die Holzbriketts alle Anforderungen an die DIN EN ISO 17225-3 erfüllen. Zusätzlich zu den Anforderungen an die Norm wird das Abriebverhalten geprüft. Die Prüfungen der chemischen Analyse und des Abriebverhaltens müssen jährlich nachgewiesen werden, um das DINplus Zertifikat verlängern zu können.
Laut ISO 17225-3 gelten folgende Anforderungen an Holzbriketts:
| Wassergehalt         | ≤ 12 % (im Anlieferungszustand)                 |
| Aschegehalt (550 °C) | ≤ 1,0 % (wasserfrei)                            |
| Rohdichte            | ≥ 1,0 g/cm³ (im Anlieferungszustand)            |
| Additive             | ≤ 2 % (wasserfrei) Art und Menge sind anzugeben |
| Heizwert             | ≥ 15,5 MJ/kg, ≥ 4,3 kWh/kg                      |

## Heizwert und Brenndauer
Die Briketts werden auf das gleiche spezifische Gewicht gepresst (1 bis 1,2 t/m³).
Der niedrige Wassergehalt (unter 10 %) ist ein Grund für den mit 4,8 kWh bis 5,5 kWh pro kg hohen Energieinhalt.
Zum Vergleich:
- Waldfrisches Holz hat bei einem Wassergehalt von 50 % ca. 2,5 kWh/kg,

- 1000 kg Holzbriketts entsprechen dem Energieinhalt von ca. 2,25 Raummeter trockenem Kaminholz (Feuchte 20 %).

Harzhaltige Weichhölzern brennen schnell ab und werden durch das verdampfende Harz forminstabil. Wenn das Brikett zerfällt, kann der austretende Harzdampf nicht vollständig verbrannt werden. Gute Hartholzbriketts verbrennen sauberer und produzieren weniger Feinstaub.
Je glatter und fester eine Oberfläche ist, desto länger brauchen die Flammen, um sich „durchzufressen“.
Hartholz-Briketts werden oft aus feinen Schleifspänen (zum Beispiel Parkettherstellung) produziert; sie haben daher eine homogenere und festere Oberfläche.
Nadelholz-Briketts werden oft aus Hobelspänen gepresst. Ihre Oberfläche ist grober und deshalb schneller zu entfachen. Sie eignen sich daher zum Entfachen des Feuers und für eine schnelle Wärmeerzeugung, Hartholz-Briketts eher zum Gluthalten und für eine etwas längere Wärmeerzeugung. Die Flammdauer der Hartholz-Briketts kann von einer halben Stunde (zum Beispiel Rindenbriketts) bis hin zu zwei Stunden andauern (zum Beispiel Nadelholzbriketts).

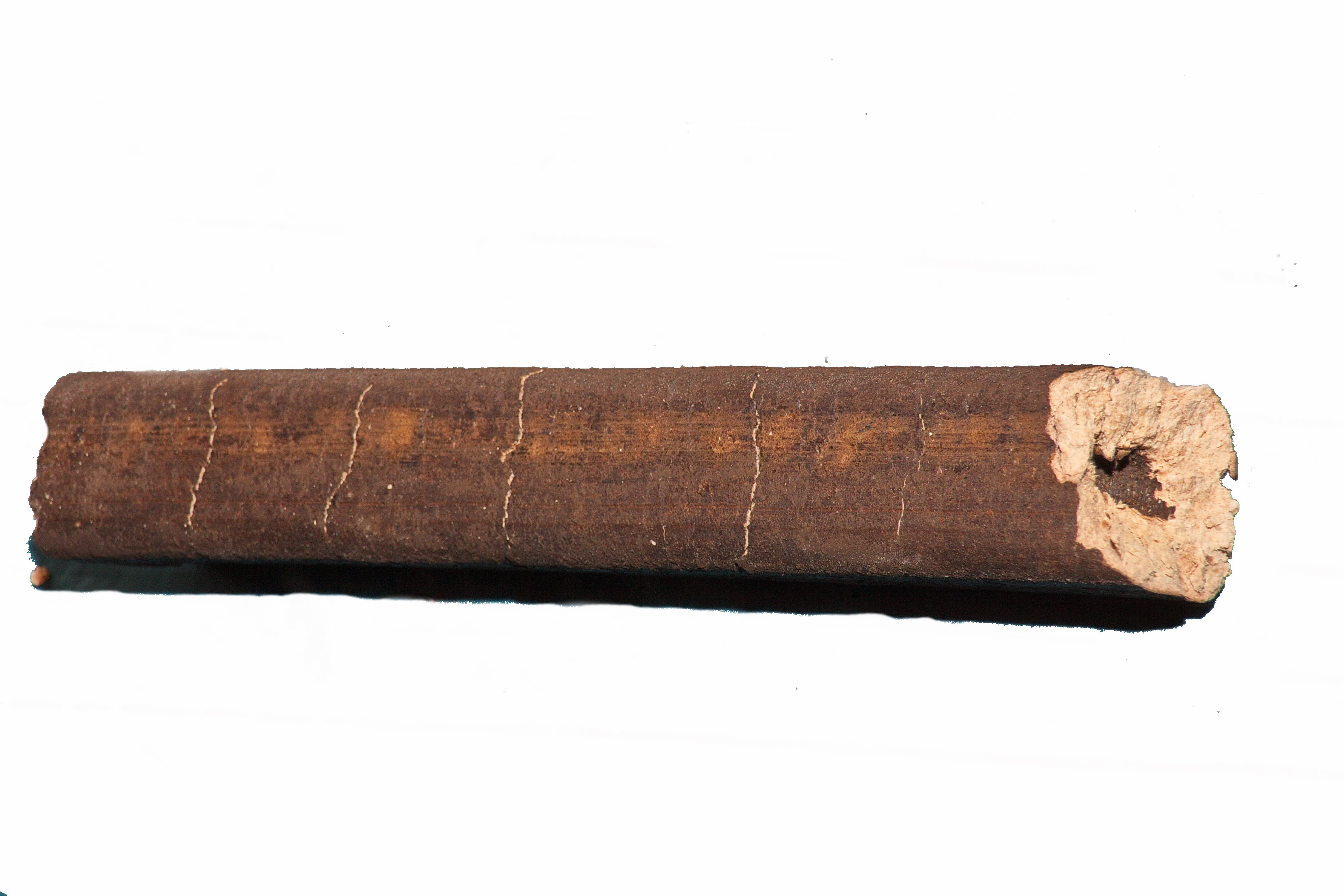
Runder Pini&Kay-Holzbrikett
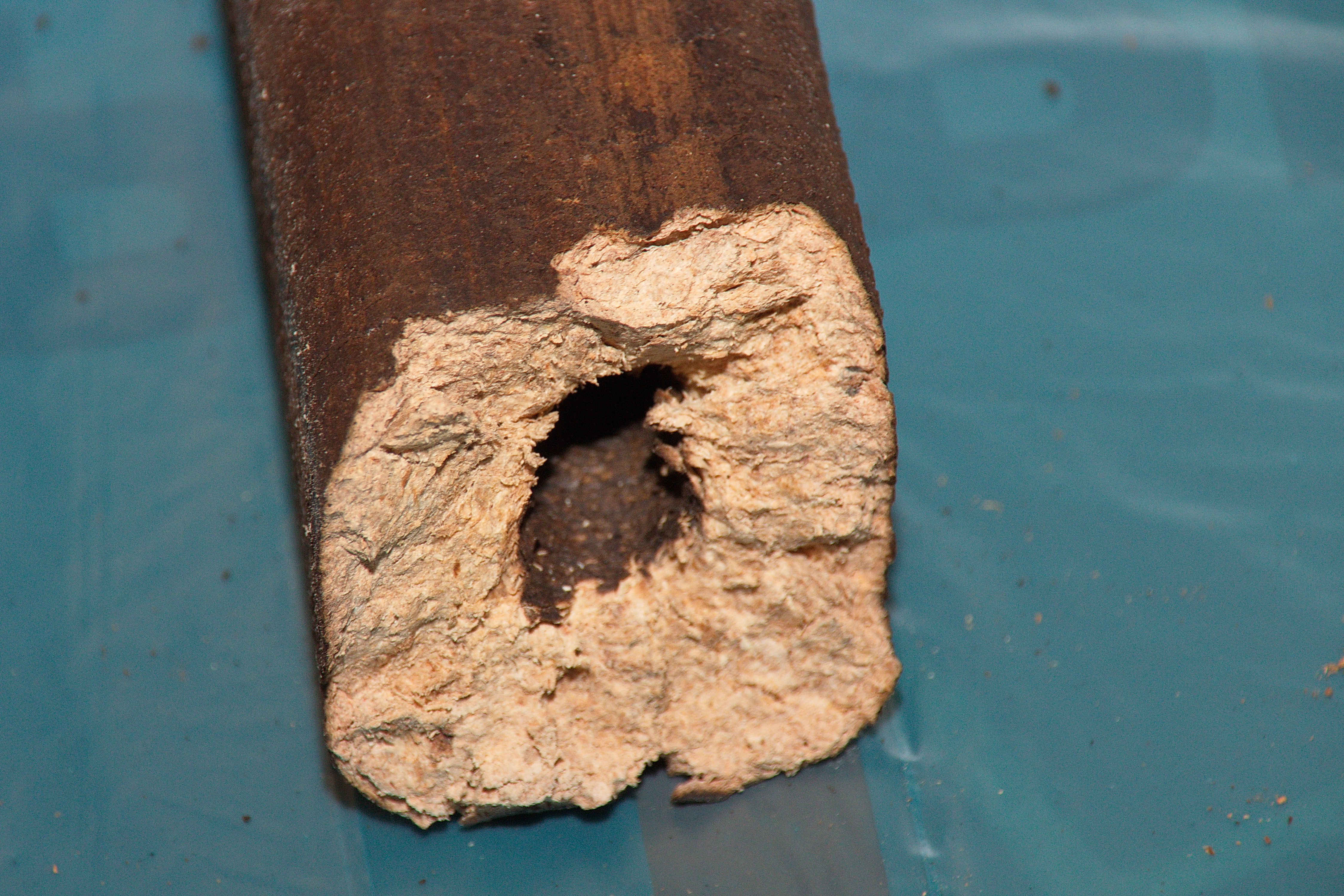
Pini&Kay-Holzbrikett
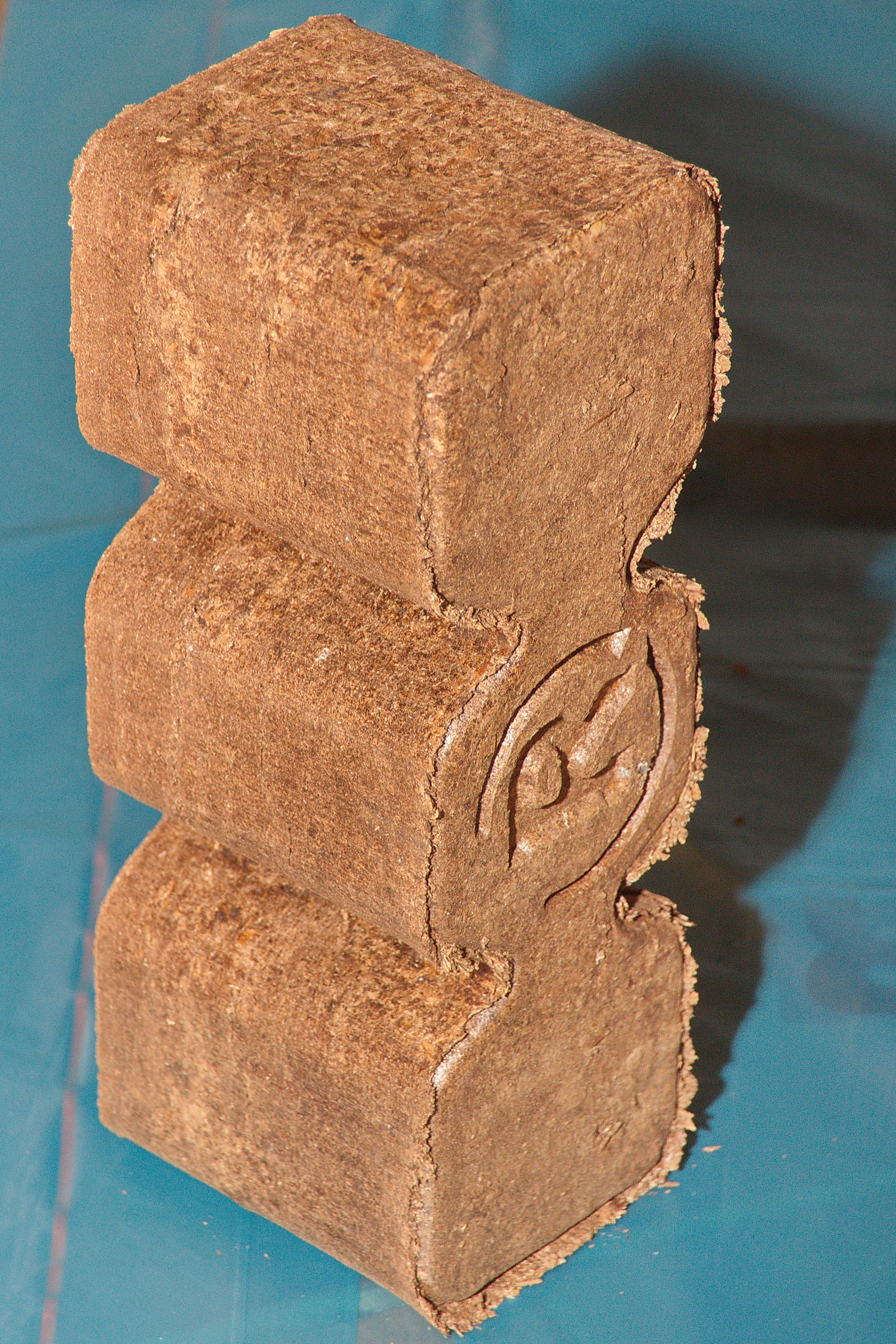
Rindenholzbrikett